# Elisabet Cruciger
Elisabet Cruciger (eller Kreuziger), född von Meseritz 1505, död 1558, var en tysk psalmförfattare. 
Hon är den evangeliska kyrkans första kvinnliga psalmförfattare och hennes texter finns mer än trehundra år senare fortfarande representerad med upphovet till en psalm i två olika tolkningar i Den svenska psalmboken 1986 (nr 36 och 350). I 1819 års psalmbok finns hon representerad med den under annan titelrad (nr 50).
Kristus, den rätte Herren skrev hon samma år som hon gifte sig med Martin Luthers frände, teologie professor Caspar Cruciger i Wittenberg.

## Psalmer
- Kristus, den rätte Herren (1695 nr 119) skriven troligen år 1524. Översatt av Olaus Petri sedan under titel:
  - Förlossningen är vunnen (1819 nr 50, nr 92 i Svenska Missionsförbundets sångbok 1920) bearbetad av Johan Åström sedan under titelrad:
  - O Kriste, oss benåda (1986 nr 36) tre sista stroferna av Åströms bearbetning efter en mindre bearbetning utan upphovsman och dessutom:
  - Vår Herre Krist var Sonen (1986 nr 350) i Olov Hartmans tolkning av Olaus Petris text